# طارد الحشرات

ديت.

الإيكاريدين Icaridin

p-Menthane-3,8-diol (PMD)

طارد الحشرات هو مادة توضع على الجلد، الملابس أو غيرها من الأسطح لكي لا تشجع الحشرات (والمفصليات بصفة عامة) من الهبوط أو التسلق على هذا السطح. هناك أيضا منتجات طارده للحشرات متاحة على أساس إنتاج الصوت، وعلى وجه الخصوص الموجات فوق الصوتية (أصوات عالية التردد). وقد تبين أن هذه الأجهزة الإلكترونية ليس لها تأثير طارد للبعوض بواسطة الدراسات التي قام بها وكالة حماية البيئة والعديد من الجامعات.
تساعد طاردات الحشرات في منع والسيطرة على تفشي الأمراض التي تنقلها الحشرات مثل الملاريا، داء لايم، حمى الضنك، الطاعون الدملي وحمى غرب النيل. آفات الحيوانات التي تقوم بنقل المرض تشمل البراغيث الذباب، البعوض وعنكب القراد.

## وصلات خارجية
- Choosing and Using Insect Repellents - National Pesticide Information Center
- Alan Wood. "Insect Repellents". Compendium of Pesticide Common Names. مؤرشف من الأصل في 2019-05-14.
- Jeanie Lerche Davis (2003). "Best Insect Repellent for Mosquitoes: Bug Experts Rate Products to Keep West Nile Virus at Bay". ويبمد. مؤرشف من الأصل في 2010-02-20.
- "CDC Adopts New Repellent Guidance" (Press release). مراكز مكافحة الأمراض واتقائها. 28 أبريل 2005. مؤرشف من الأصل في 2008-04-30.
- Department of Health, New York State. "Health Advisory: Tick and Insect Repellents". مؤرشف من الأصل في 2015-09-12.
- Plant parts with Insect-repellent Activity from the chemical بورنيول (Dr. Duke's Phytochemical and Ethnobotanical Databases)
- Mosquito repellents; Florida U